# 警察軍事化

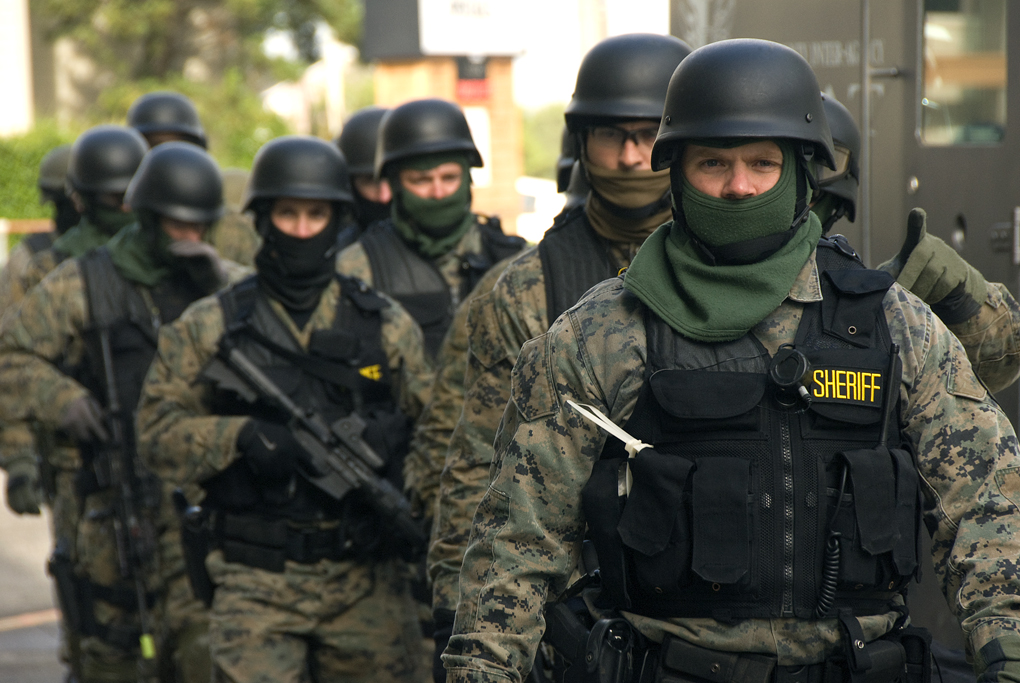
特警队成员，部份裝備突击步枪

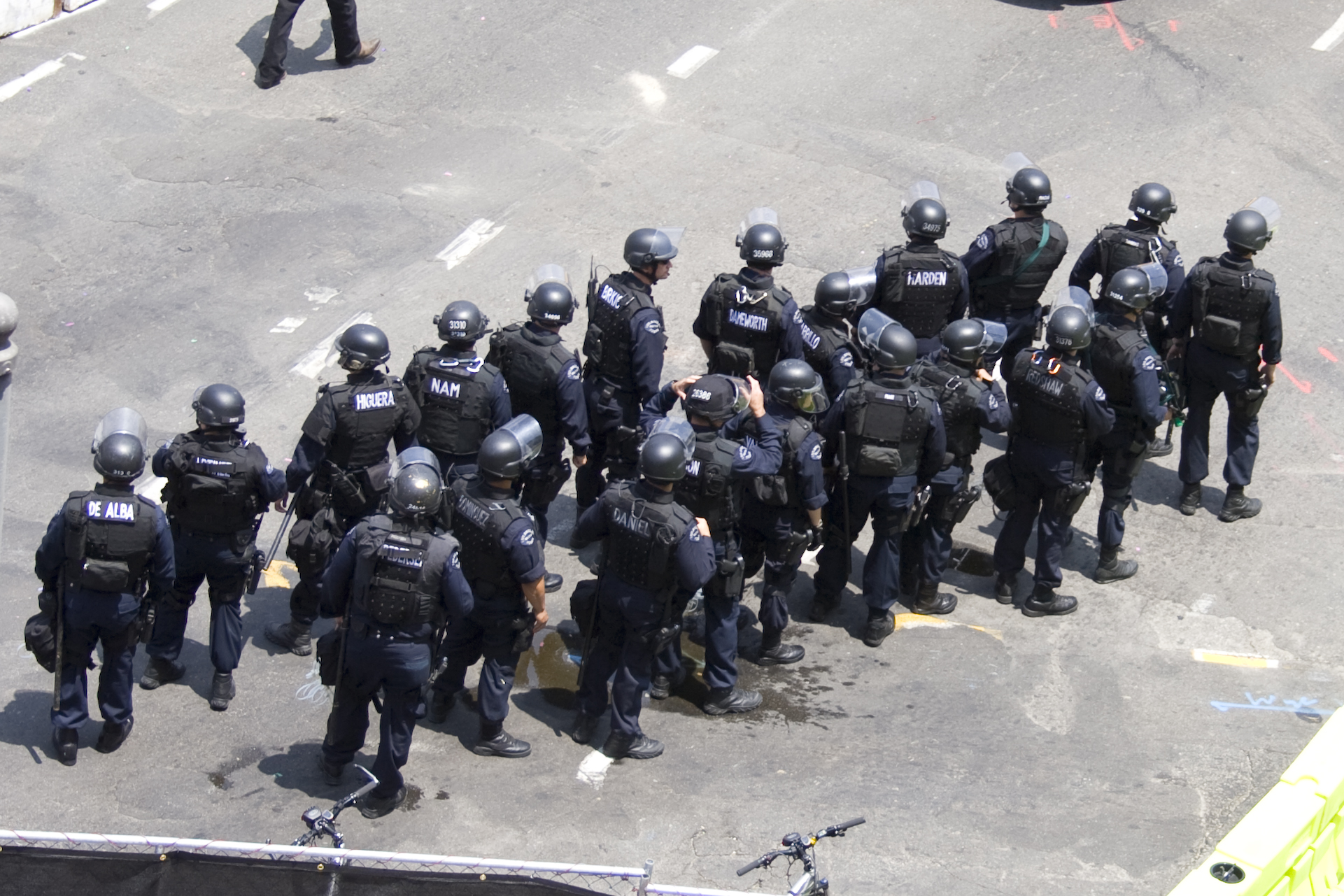
大型的洛杉矶警察特警人员的战术装备，攝於2009年湖人

警察軍事化（英語：Militarization of Police），指警察或執法人員使用军事设备和軍事戰術，這包括使用装甲输送车、突击步枪、冲锋枪、闪光手榴弹、榴弹发射器、 狙击步枪及特种武器和战术（特警） 的裝備。

## 手段
這種军事化的执法方式，也可以如情报机构般，記錄公共和政治活动家參與的公眾活動，甚至採用更激烈的執法方式。 刑事司法教授彼得Kraska將警察軍事化定義為「民警越来越採用類似军国主义和军事模式」的方式執法及採集情報。觀察員發現社會越來越以軍事化方式維持治安及監察示威者。 自1970年代以来，防暴警察開始向抗议者使用枪支與發射橡胶子弹或塑料子弹。 催淚氣體由美国军队於1919年研發，目的是用於控制骚乱，在2000年代後被广泛用来对付示威者。在战争中使用催淚瓦斯是被多項國際條約所禁止的，且大多数国家已签署；然而，用於执法或用於国内的非作战军事用途的情况下是允许的。

## 反響
美國兩大政黨已對警察軍事化有密切關注。美国的卡托研究所和美國公民自由聯盟均表達了對這種做法的批评。美國警察同業會表示，執法人員配以军事裝備，可保障自身安全，并使他们能够保护公眾及其他前線人員（如消防队员和应急医疗服务的人员）。然而，2017年的一項研究顯示，不论当地的犯罪率如何，警察部队若配以军事裝備，將更有可能遇上來自公眾的暴力。